# Parco nazionale di Akan
Il parco nazionale di Akan (阿寒摩周国立公園, Akan Mashu Kokuritsu Kōen) è un parco nazionale del Giappone situato sull'isola di Hokkaidō. Assieme al parco nazionale di Daisetsuzan, è uno dei due parchi nazionali più antichi di Hokkaidō.

## Geografia
Il parco nazionale è situato nella regione di Akan, una regione vulcanica costellata di crateri e ricoperta di foreste. Comprende laghi dalle acque cristalline, tra cui il Kussharo (il più grande), il Mashū, le cui acque sono trasparenti fino ad una profondità di 35 m, e il lago Akan, famoso per una varietà di alghe globulari dal diametro compreso tra i 3 e i 15 cm, chiamate marimo, che salgono in superficie solamente durante il giorno. Quest'ultimo lago, situato a 419 m di altitudine, ha una superficie di 12,70 km² ed una profondità di 36 m.
Con una superficie di 904,81 km², il parco nazionale di Akan è contornato da vette, come il Meakan (1500 m) e l'Oakan (1370 m), dalle pendici ricoperte da foreste di pini.

## Storia
Il parco è stato istituito il 4 dicembre 1934.